# Dettifoss
Dettifoss és una cascada que es troba en el Parc Nacional de Vatnajökull al nord-est d'Islàndia, i té fama per ser la cascada més poderosa d'Europa, amb un cabal mitjà de 193 m³/s. Està situada al riu Jökulsá á Fjöllum, que flueix des de la glacera Vatnajökull, i recull l'aigua d'una gran àrea del nord-est del país. Les cascades tenen 100 metres d'ample i una caiguda de 45 metres. Es troba uns centenars de metres aigües avall de Selfoss.

## Accés
Es pot arribar a la cascada per una carretera asfaltada que es va completar l'any 2011. A la riba oest, no hi ha instal·lacions i la vista de la cascada està obstaculitzada per l'aigua en aspersió que aixeca. A la riba oriental, hi ha un panell amb informació que manté el personal de Parc Nacional de Vatnajökull (Vatnajökulsþjóðgarður) i un camí des d'on poder tenir-ne les millors vistes.
Les zones poblades més properes són Vopnafjordur, Mývatn i Húsavík.

## En els mitjans
- La composició musical Dettifoss (Op.57) per Jon Leif està inspirada en aquesta cascada.
- La cascada apareix en la pel·lícula de ciència-ficció Prometheus, de Ridley Scott (2012).[3]